# Becedas
Becedas è un comune spagnolo di 396 abitanti situato nella comunità autonoma di Castiglia e León.